# District Sjarojski

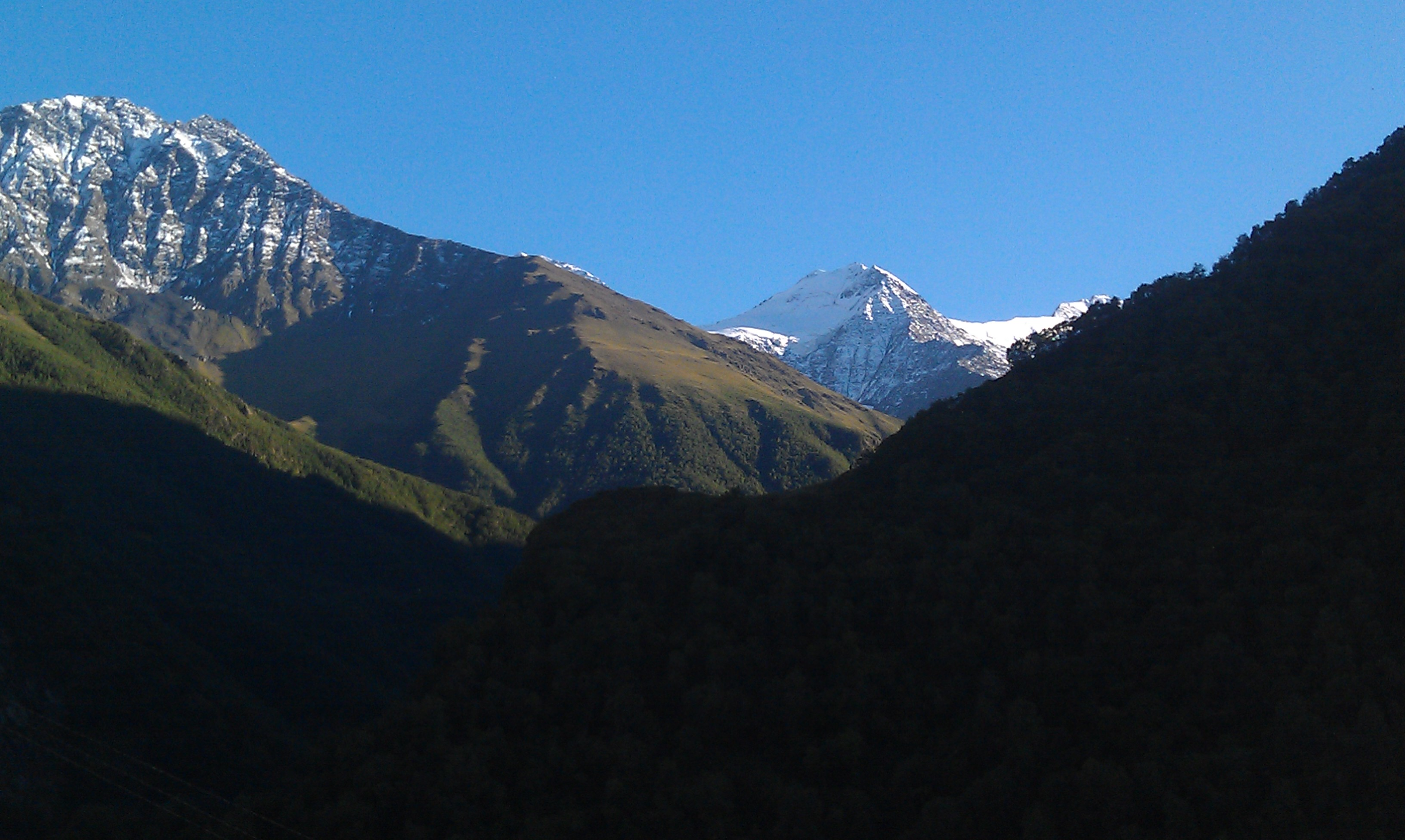
Landschap

District Sjarojski (Russisch: Шаройский райо́н) is een district in het zuiden van de Russische autonome republiek Tsjetsjenië. Het district heeft een oppervlakte van 400 vierkante kilometer en een inwonertal van 3.094 in 2010. Het administratieve centrum bevindt zich in Sjaroj.
Bestuurlijk centrum: Grozny

Steden: Argoen · Goedermes · Sjali · Oeroes-Martan

Districten: Atsjchoj-Martanovski · Goedermesski · Groznenski · Itoem-Kalinski · Koertsjalojevski · Nadterezjni · Naoerski · Nozjaj-Joertovski · Oeroes-Martanovski · Soenzjenski · Sjalinski · Sjarojski · Sjatojski · Sjelkovskoj · Vedenski